# Yeşilköy, Yahyalı
Yeşilköy là một xã thuộc huyện Yahyalı, tỉnh Kayseri, Thổ Nhĩ Kỳ. Dân số thời điểm năm 2008 là 578 người.